# 奧之細道

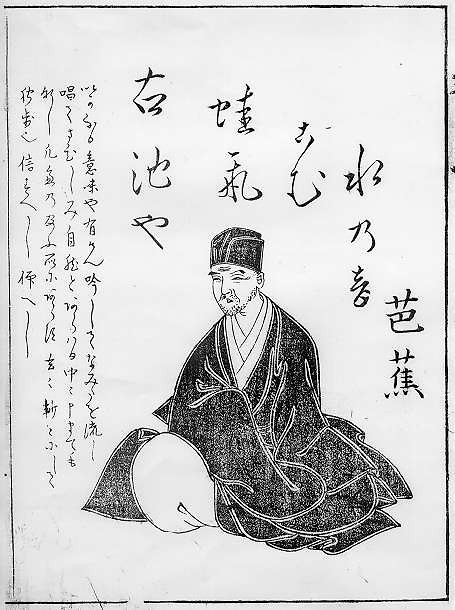
日本著名俳人松尾芭蕉画像

《奥之细道》（日语：／），是日本元禄文化时期著名俳人松尾芭蕉的一部游记和俳句集。该书刊行于元禄15年（1702年），是日本古典文学中游记作品的代表作，也是芭蕉文学的集大成者。作品开篇第一句就是芭蕉的名句——“日月乃百代过客，往而复返的岁月亦为旅人”。
书名在日文中的书写方式有多种，可以写成或，但现代日本教科书中都已经统一为。

## 作品简介
1689年（元禄2年），正值芭蕉所崇拜的西行去世500周年，芭蕉与其学生河合曾良作伴，从江戸出发，历经奥州、北陆道等地再回到江户，并根据沿路的见闻和感想写下了这部作品。他们的整个行程约600里（即2400公里），总耗时为150天左右、元禄4年（1691年）。此次远行的最主要目的在于纪念西行逝世500周年，并探访散落在东北各地的歌枕及古迹。
在作品中，芭蕉主要记述了从武蔵出发后，经过下野、陆奥、出羽、越后、越中、加贺、越前、近江，直到旧历9月6日离开美浓大垣为止的游记。他的学生曾良的随行日记也在数百年后被世人发现。
芭蕉在整个旅途中几乎都与曾良为伴，两人在樱花盛开的元禄2年3月27日（新历1689年5月16日）从江戸深川的芭蕉草庵出发（行く春や鳥啼魚の目は泪），乘船前往千住，之后经日光街道的草加、日光，前往下野国的城下町黑羽。他们在黑羽受到了隆重的招待，在那里度过了整个旅程中最长的一段休息（约14天）。
此后，两人继续向北，越过白河关，进入奥州，先后来到须贺川、饭坂、仙台，并欣赏了名列日本三景之一的松岛。面对松岛的绮丽风光，芭蕉并没有创作出特别感人的俳句，但曾良所作的被收入作品中。平泉位于奥之细道的折返点，芭蕉感慨藤原三代的盛衰兴败，作出了的俳句。
此后，芭蕉一行翻越奥羽山脉，入出羽国，至尾花泽。此次远行的目的之一也是拜访当地贩卖红花的富商铃木清风，后者也是与芭蕉交往多年的俳人。铃木邀请芭蕉等人在尾花泽住了11天。在当地人的强烈推荐下，芭蕉也去拜访了原本不在计划中的立石寺，留下了。
告别铃木之后，他们沿日本三大急流之一的最上川漂流而下，登上了出羽三山的最高峰月山，并在6月中旬到达了奥之细道最北端的象潟。看到此处与松岛一般优美的景色，芭蕉写下了的俳句。
接着芭蕉就再次折返，沿着日本海一侧南下，前往新潟，并在出云崎遥望日本海的巨浪时留下了的作品。
最后，芭蕉继续沿海岸南下，经富山、金泽、福井与北陆道，到达了美浓路（美浓国胁街道）的大垣，以一句作为整部游记的收尾。

## 四大原本
在中尾本（『おくの細道』）与曾良本（『おくのほそ道』）里，可以看到许多创作俳句时推敲字句的修改痕迹，但学者至今仍对其中是否是芭蕉的笔迹抱有疑义。
中尾本即大阪旧书店中尾松泉堂书店第二代店主中尾坚一郎在1996年的阪神大地震中遭破坏的住宅内发现的芭蕉亲笔版本。因该本在元禄时代被芭蕉弟子野坡保存，故亦称作“野坡本”。曾良本即其门人将中尾本中所发现的芭蕉的推敲内容誊写后的版本，据传由曾良保管，故得此名，自1972年以来存于天理大学。
在曾良本之后，又发现了芭蕉弟子柏木素龙誊抄的柿卫本（存于柿卫文库）和西村本（存于福井市西村孙兵卫家（1944年被发现））等两个原本。这两个版本又被统称为素龙本（素龙誊清本）（1960年发现柿卫本之前，只有西村本被称为素龙本）。

## 出版经过
据传西村本的题签为芭蕉亲笔书写，因此公认该版本是得到芭蕉认可的最终完整版。芭蕉从此次远游结束后过了五年，在1694年去世。《奥之细道》在1702年（元禄15年）以西村本为底本，在京都的井筒屋出版刊行。当时的书名写法并非，而是。元禄初版本至今仅存1册，此后的增印本存世甚多（版本内容无变化）。因此现在一般公认的，即指以西村本为底本的作品。
在1938年（昭和13年），曾良本被发现。1960年（昭和35年）柿衞本也被确认存在，之后到了1996年（平成8年），又出现了被认为是芭蕉亲笔写成的野坡本。结合上述多个版本，学者对奥之细道的研究继续深入。

## 旅程记录

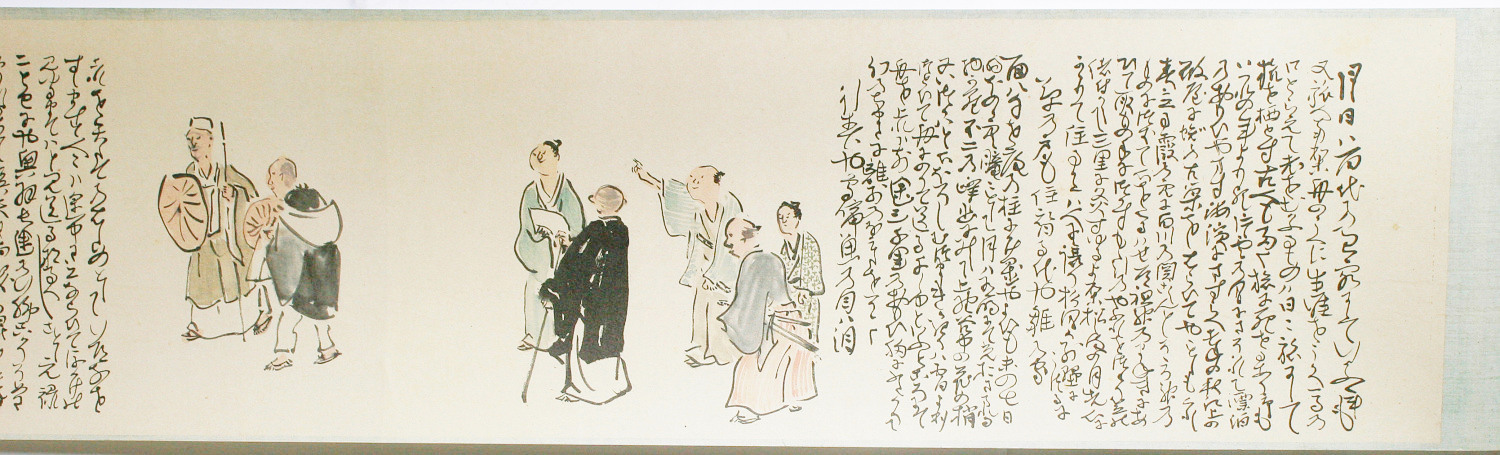
《奥之细道》芜村画　逸翁美术馆

以下按照芭蕉旅程顺序记述，并附在各地创作的俳句。

### 从江户出发
元禄2年春　芭蕉着手准备远游，收拾整理位于隅田川的芭蕉庵。

3月27日清晨，自採荼庵乘舟出发，在千住大桥附近下船咏句。。
- 开篇首句



### 日光
4月1日　日光


### 黒羽 云岩寺 光明寺
4月4日　到访栃木县大田原市黒羽，会黒羽藩城代家老浄法寺图书高胜（俳号“桃雪”）。
4月5日　访栃木县大田原市云岩寺住持佛顶和尚。

4月9日　拜访栃木县大田原市修验光明寺行者堂。


### 那须 温泉神社 殺生石
4月19日　于栃木县那须町温泉神社缅怀那须与一，观杀生石。


### 白河关
4月20日　白河


### 饭塚里
5月2日　饭塚


### 多贺城
5月4日　观壶之碑（多贺城碑），激动落泪，感叹。

### 松岛
5月9日　歌枕松岛（宮城县宮城郡松岛町）
芭蕉惊叹于松岛之美，称“无论是谁见到松岛都会词穷”(いづれの人か筆をふるひ詞を尽くさむ)，自己并未作句，而在文中收入了弟子曾良的一句。
——曾良

### 平泉
5月13日　在平泉寻访藤原3代遗迹。


此句化用自唐代诗人杜甫的春望中名句“国破山河在，城春草木深”。

芭蕉曾到访光堂（金色堂），但因为主管不在，未能进入经堂参观。

### 尿前关
5月14日　尿前


### 尾花泽
5月17日　造访故友铃木清风。




### 山形领 立石寺
5月27日　入立石寺（山形市山寺）。


### 新庄
5月29日　修改了在最上川河港大石田创作的俳句。


### 出羽三山
6月5日　羽黒山。

6月6日　月山。

6月7日　汤殿山。


### 鹤冈
6月10日　鹤冈。


### 酒田
6月14日　酒田。



### 象潟
6月16日　象潟的风景之美与松岛齐名。但芭蕉对两地的风景感受不同，写道“松岛如笑，象潟如怨”。

- 西施为中国春秋时代的美女。



### 越后 出云崎
7月4日　出雲崎。


### 市振关
7月13日　 翻越親不知的险路，留宿于市振。


### 越中　那古の浦
7月14日　渡过不数川（数しらぬ川）。


### 金泽
7月15日至24日　与金泽的名士举行俳句雅集。芭蕉得知门生一笑英年早逝。此时离开江户已近四个月，同行的曾良身体不适，不能继续陪同。于是立花北枝陪伴芭蕉继续旅行。




### 小松
7月25日至27日 芭蕉从山中温泉返回。8月6日—7日　经再三挽留，留宿在小松，但对于安宅关没有提及。


### 加贺　片山津
7月26日　对『平家物语』（巻第七）及『源平盛衰记』中提到的篠原之战及斋藤实盛有感而发。在小松吟句。


### 山中温泉
7月27日—8月5日　距离大垣已不远，故心情愉悦，在和泉屋连住八天。

“曾良因腹部有疾，先行离开，前往伊势国长岛治病。”



### 小松　那谷寺
8月5日　在返回小松的途中，前往奇岩游仙境。


### 大圣寺　熊谷山全昌寺
8月7日　前一夜与曾良留宿。为了感谢和泉屋菩提寺的留宿，打扫庭院。

——曾良

### 越前　吉崎
8月9日　“一首和歌写尽数景”。
——西行

### 松岡　天龙寺
８月10日　与从金泽开始一直陪伴的立花北枝分别。
　　　｢｣

### 敦贺

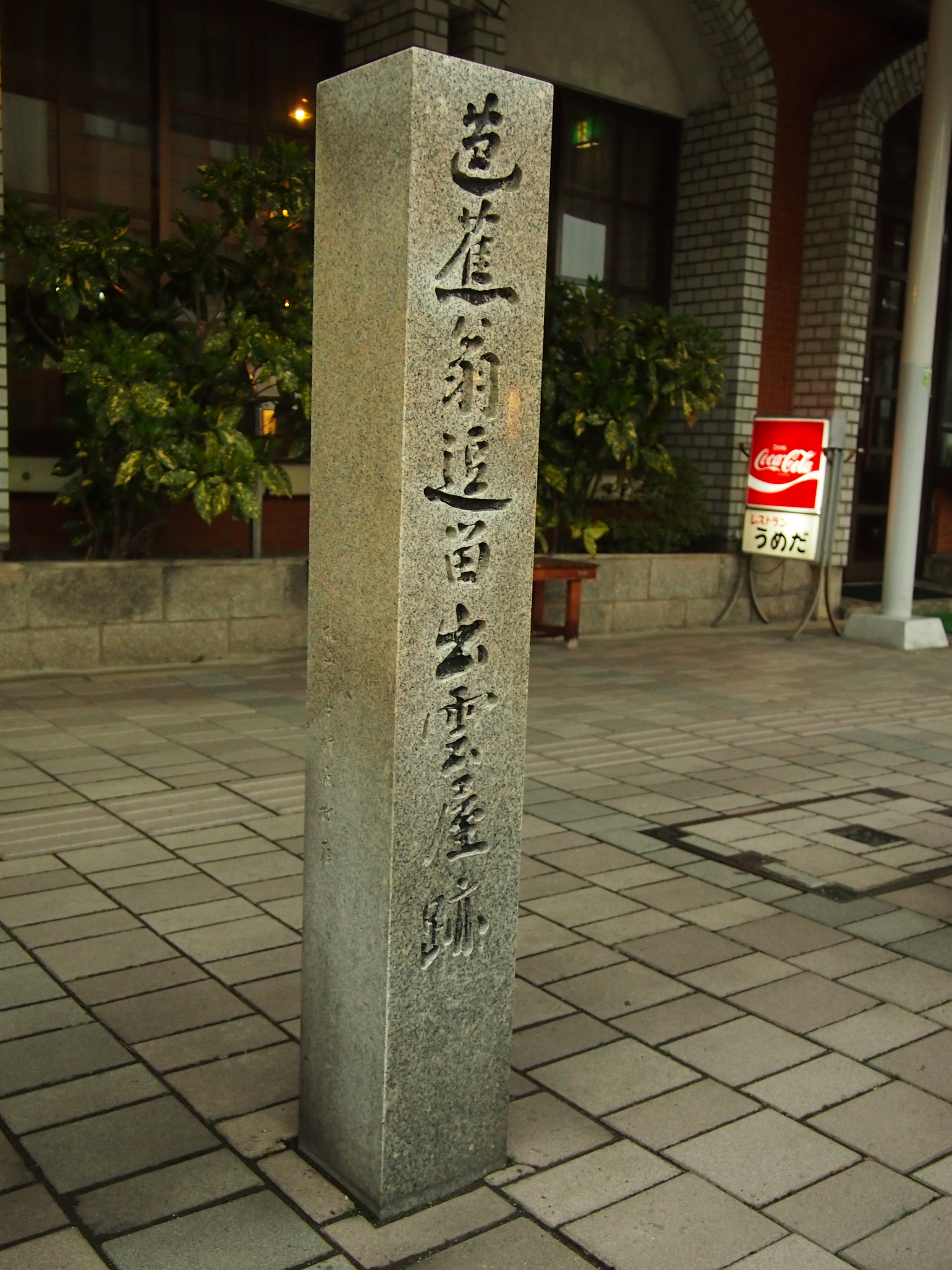
芭蕉曾到访过的地点

8月14日傍晚　到达敦贺。晚上参拜了仲哀天皇御庙气比神宮。当晚月色极美，芭蕉缅怀游行上人为信众搬运砂石的旧事。

8月15日　难得遇到北方的晴天，但晚上降雨，未能看到月中的满月。 

8月16日　为捡拾西行和歌中提到的，乘船前往色滨。



### 至终点大垣

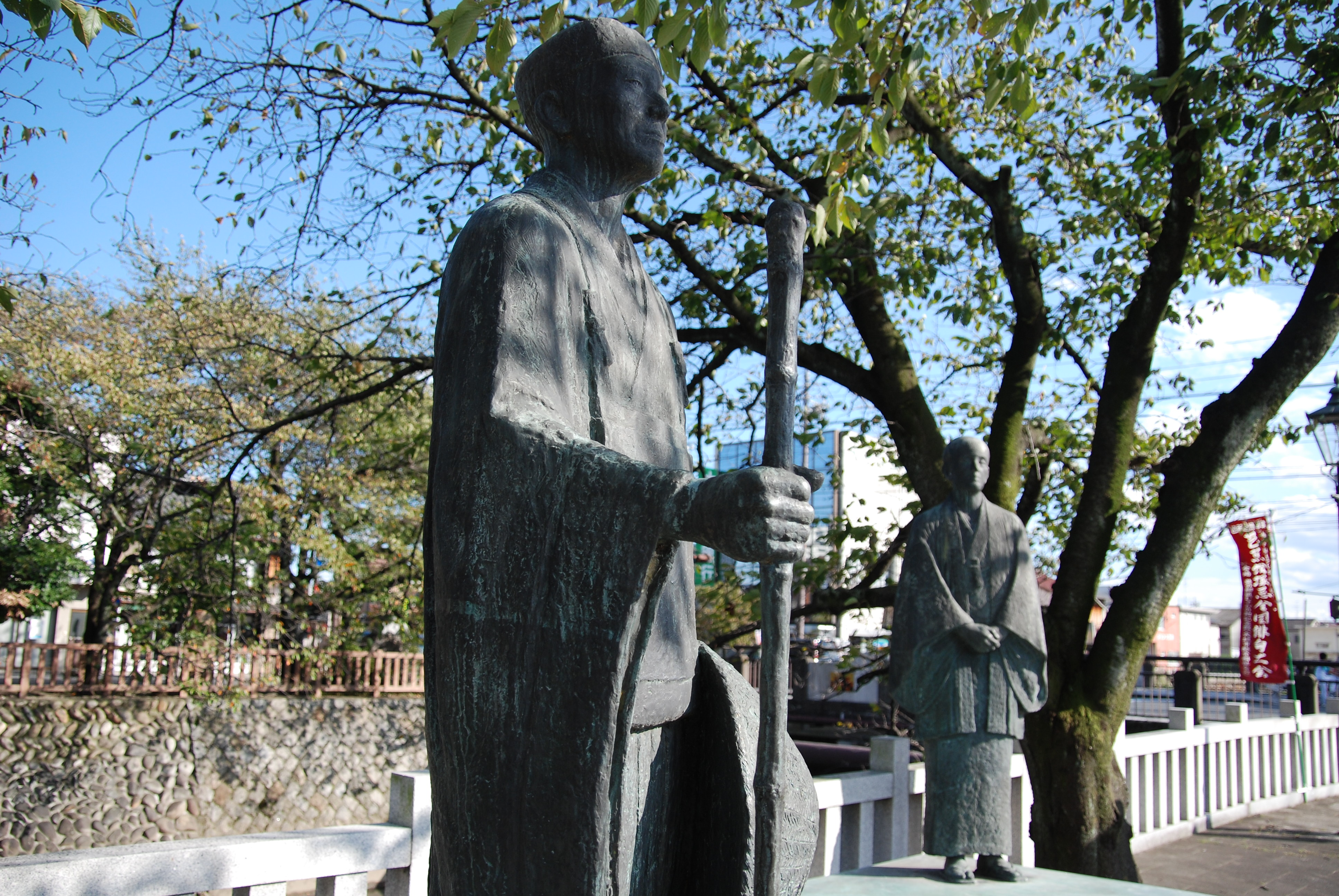
大垣市内的芭蕉像

8月21日　抵达大垣。众多门生聚集于此为芭蕉接风洗尘。
9月6日　芭蕉再次乘船前往伊势，结束了奥之细道的旅行和游记。
结尾俳句


## 文物
奥之细道沿路有大量文化遗产。日本政府将这些文化财整合成“奥之细道风景地”，共包含12个县的26处文化财。

## 主要的文库注解
- （日語） 萩原恭男校注，岩波文庫，1979年，ISBN 9784003020623
收录《曾良旅日记》、《奥細道菅菰抄》。宽版1991年，ISBN 9784000070799
- （日語） 上野洋三・櫻井武次郎校注，岩波文库，2017年，ISBN 9784003510247
- （日語） 潁原退蔵・尾形仂译注，角川索菲亚文库，新版2003年，ISBN 9784044010041
- （日語） 角川索菲亚文库，2001年、ISBN 9784043574025
- （日語） 久富哲雄全译注，讲谈社学术文库，1980年，ISBN 9784061584525

## 外文版
- （英文） 唐纳德·基恩译，讲谈社学术文库，2007年，ISBN 9784061598140
- （西班牙文）《用西班牙语漫步奥之细道》（スペイン語で旅するおくのほそ道 （Sendas de Oku）），伊藤昌辉译，エレナ・ガジェゴ・アンドラーダ监修，大盛堂书房，2018年（日西对译版）。ISBN 978-4-88463-122-2

## 影视作品
- （日語） 全31集
  - NHK从2000年4月起播放的每集25分钟的电视节目。节目组花费一年时间，重走“奥之细道”，体会芭蕉的旅程心境。之后又将三集合并为一集，共10集（每集40分钟）总集编，以录像带《行走于奥之细道》（『奥の細道をゆく』）发售，现已绝版。2001年，出版了与节目内容相同的图书《行走于奥之细道—21位旅人所追寻的芭蕉足迹》（『奥の細道をゆく―21人の旅人がたどる芭蕉の足跡』）。
- （日語） 全9集
  - NHK教育在2007年9月至10月播放的每集25分的电视节目，主要受众为希望自行重走奥之细道的人。2008年2月，两卷本同名DVD对外发售。
- （日語） （1997年12月发售）
  - 内容主要为通过视频和照片来重走奥之细道，并收录了中尾本全文及朗读和解说。适合对中尾本感兴趣的观众。
- （日語） （2005年4月发售/株式会社ジェー・ピー）
  - 内容为沿途各风景映像与相应的作品全文及朗诵。DVD共2张，附有现代日语译文及解说。

## 模仿奥之细道的旅程
- 1771年，女俳人诸九尼从京都出发，经过东海道、江户、仙台、中山道再返回京都，写下了《秋风记》（秋かぜの記）。诸九尼与芭蕉门下的志太野坡的弟子湖白亭浮云（有井新之助）私通出奔。

## 二次创作作品

### 漫画
- （日語）矢口高雄 （中央公论社出版，后收入中公文库）

### 游戏软件
- （日語）  仲村亨朗读的任天堂DS软件（Success发行），初版附有铅笔型触控笔。

### 音乐
- 汤浅让二
  - 交响组曲《奥之细道》(1995)
- 新实德英
  - 《奥之细道—越地诸国》（「おくのほそ道─越の国々」） 女中音合唱与钢琴曲(2011)
  - 根据芭蕉俳句创作的歌曲集《奥之细道—道之句》（『おくのほそ道—みちのくへ』）(2013)
- 柏木俊夫
  - 音乐组曲《芭蕉的奥之细道带来的随性组曲》（「芭蕉の奥の細道による気紛れなパラフレーズ」）(1950)

### 音乐剧
2008－2009年WARABIZA歌剧团（劇団わらび座）上演的音乐剧。
- 作词作曲：斋藤雅文
- 导演：西川信广
- 音乐：饭岛优
- 美术：朝仓摄
- 主演：安达和平、近藤真行、丸山有子等
- 公演期间[17]
  - 2008年4月－2009年1月　WARABI剧场公演
  - 2009年9月－12月　全国公演

## 脚注

### 出处
1. 1 2 3 4 5 6 7 8  浅井建爾 2001，第136-137頁.
2. 1 2  浅井建爾 2015，第128-129頁.
3. 1 2  冈本胜・云英末雄, , おうふう: 319, 2006-02
4. ↑  中尾堅一郎氏死去／中尾松泉堂書店会長四国新聞社、2009/07/12
5. 1 2 3  『奥の細道』の緒本 （页面存档备份，存于）芭蕉DB, 伊藤洋、山梨县立大学
6. 1 2 3  講演記録 「目で見る江戸俳諧の真髄展」記念講演会 芭蕉と蕪村の「奥の細道」 （页面存档备份，存于）藤田真一 (关西大学図書館, 2009-06-30)  掲載雑誌名:关西大学図書館フォーラム. (14)
7. ↑  「奥の細道」の原本現れる（昭和19年5月16日 毎日新聞（大阪）)『昭和ニュース辞典第8巻 昭和17年/昭和20年』p713 毎日コミュニケーションズ刊 1994年
8. ↑  元禄初版本（早稲田大学図書館／請求記号：文庫31・A01 http://www.wul.waseda.ac.jp/kotenseki/html/bunko31/bunko31_a0150/ （页面存档备份，存于）
9. ↑  おくのほそ道文学館 2006，素龙书写的「おくのほそ道」.
10. ↑  佐藤勝明,  , ひつじ書房: 172–174, 2011-10
11. ↑  杉本苑子 2005，第8頁曾良的《旅日记》中记作“巳三月廿日”。两者相差7天。对出发日期存多种观点。
12. ↑  足立区（千住宿入口）与荒川区（南千住站前）各立有一块奥之细道的纪念石碑，这是因为围绕芭蕉出发点为隅田川南岸（荒川区侧・当时为江户）还是北岸（足立区侧），学界存在“千住论战”。『奥の細道、旅立ちの地は…「千住論争」25年』 読売新聞 2014年7月23日
13. ↑  宇和川匠助 1970，第79頁.
14. ↑  杉本苑子 2005，第210頁。世人皆以此为西行所作，但在其歌集中均未找到，之后经调查，为 蓮如上人所作。
15. ↑  曹洞宗 清涼山 天龍寺　福井县吉田郡永平寺町松岡春日
16. ↑  . WARABIZA歌剧团.   [2021-11-04]. （原始内容存档于2021-11-06）.
17. ↑  . WARABIZA剧团.   [2021-11-04]. （原始内容存档于2021-11-04）.

## 关联条目
- 曾良旅日记
- 柿卫文库
- 天理图书馆
- 奥之细道终点纪念馆
- 逸翁美术馆

与谢芜村（绘有《奥之细道画卷》）
- 唐纳德·基恩

奥之细道的英译者。著有《英文收录 奥之细道》（『英文収録 おくのほそ道』）（讲谈社学术文库、2007年）。底本为1996年讲谈社出版的国际版（剪纸画家宮田雅之画）。
此外宮田雅之作品《奥之细道—宫田雅之剪纸画集》（『おくのほそ道―宮田雅之切り絵画集』）（中央公论社、1987年）也已出版。
- 明徳出版社

该社出版了世良田嵩主编的《奥之细道》（『おくの細道』）（2010年）。便于游客追寻芭蕉足迹游览各地景点时翻阅。
- 宫胁俊三

著有《时刻表奥之细道》（『時刻表おくのほそ道』）（文艺春秋、1982年版。后收入《文春文库》，1984年版）（全国的各地私铁纪行文集）。
- 陆羽东线（奥之细道水汽线）
- 陆羽西线（奥之细道最上川线）
- 姫神

出道的歌曲及首张专辑均名为《奥之细道》。
- 奥之细道风景地 – 日本国政府指定的风景名胜

## 外部連結
- （日語）
- （日語）
- （日語）
- （日語）
- （日語）
- （日語）
- （日語）
- （日語） 　收藏曾良本
- （日語） 　保存有中尾本
- （日語） 　收藏柿卫本
- （日語） 　复刻发行西村本